# Abd as-Salam Arif
Abd as-Salam Arif (ur. 21 marca 1921, zm. 13 kwietnia 1966) – iracki wojskowy, jeden z przywódców ruchu Wolnych Oficerów i rewolucji irackiej w 1958 roku. Wicepremier w rewolucyjnym rządzie Abd al-Karima Kasima, odsunięty od władzy jesienią 1958. Współorganizował zamach stanu w lutym 1963, który obalił rząd Kasima, został po nim prezydentem kraju. Pełnię władzy zdobył po drugim przewrocie wojskowym w listopadzie tego samego roku i zachował ją do śmierci w wypadku śmigłowca w 1966.

## Życiorys

### Rewolucja 1958
Działał w irackim ruchu Wolnych Oficerów, jednak przed 1956 nie należał do ścisłego przywództwa ruchu, gdyż był oficerem w oddziałach irackich stacjonujących w Jordanii. Z czasem jego znaczenie w ruchu wzrosło; w przededniu przewrotu wojskowego zorganizowanego przez grupę był już jednym z jej głównych liderów. W 1958 posiadał stopień pułkownika.
Abd as-Salam Arif i Abd al-Karim Kasim wspólnie pokierowali przewrotem w Iraku 14 lipca 1958. Prawdopodobnie bez konsultacji z partiami, które były skłonne poprzeć zamach stanu, sami wybrali jego datę. Zdecydowali, że wojsko podejmie próbę przejęcia władzy w nocy z 13 na 14 lipca, tj. wtedy, gdy 20 Brygada Piechoty, w której byli oficerami, miała ponownie udać się do Jordanii.
Arif w czasie przewrotu przejął dowództwo całej 20 Brygady i skierował ją na Bagdad. Poszczególne pododdziały brygady zajęły strategiczne punkty w mieście, a także otoczyły pałac królewski i dom byłego premiera Nuriego as-Sa'ida. Następnie Arif wziął udział w zdobyciu bagdadzkiej radiostacji, nadał z niej komunikat wzywający obywateli do wspólnej walki z imperializmem i ogłaszający zwycięstwo armii nad skorumpowaną, narzuconą przez imperialistów władzą. W późniejszych godzinach Arif i Kasim wspólnie wystąpili w telewizji, ogłaszając powstanie republiki irackiej i nowego rządu.

### 1958-1963
Po zwycięskiej rewolucji wszedł do nowego rządu jako wicepremier i minister spraw wewnętrznych. Został również zastępcą naczelnego dowódcy armii irackiej. Był związany z partią Baas, ale sam do niej nie należał. W momencie przejęcia władzy ani on, ani żaden inny lider rewolucji nie był szczególnie znany w społeczeństwie.
Już kilka dni po proklamowaniu republiki między Arifem i Kasimem doszło do pierwszych sporów. Arif uważał, że chociaż był w 1958 niższy stopniem, jako inicjator działań Wolnych Oficerów w Bagdadzie powinien być traktowany jako właściwy przywódca ruchu. Do ostatecznego zerwania między nimi doszło na tle stosunku Iraku do Egiptu i jego przywódcy Gamala Abdela Nasera. Arif podziwiał go i podobnie jak arabscy nacjonaliści uważał, że Irak powinien dołączyć do Zjednoczonej Republiki Arabskiej. Podczas oficjalnych spotkań z Abdel Naserem wyrażał, wbrew stanowisku rządu, entuzjazm dla idei zjednoczeniowych. Kasim opowiedział się tymczasem za całkowitą niezależnością kraju i przystąpieniem do większej aktywności w świecie arabskim dopiero po reformach wewnętrznych i wykrystalizowaniu się świadomości narodowej Irakijczyków.
Arif otwarcie rywalizował z premierem o władzę i wpływy. Podróżował po irackiej prowincji, starając się zdobywać tam popularność. W swoich wystąpienia publicznych opowiadał się za unią z Egiptem i Syrią, jawnie ignorując oficjalne stanowisko rządu. Atakował również Iracką Partię Komunistyczną, z którą Kasim był skłonny, przynajmniej doraźnie, współpracować. Ostatecznie jednak przegrał walkę o władzę. We wrześniu 1958 stracił najpierw stanowisko zastępcy dowódcy naczelnego irackich sił zbrojnych, a następnie także urząd wicepremiera; 12 października został mianowany ambasadorem w RFN. Początkowo nie chciał pogodzić się z sytuacją, podczas osobistej rozmowy z premierem Kasimem groził mu rewolwerem. Ostatecznie Arif wyjechał z Bagdadu na placówkę, lecz po niecałych dwóch miesiącach wrócił do kraju i został aresztowany. Usunięcie go z rządu było początkiem procesu eliminowania z elity władzy osób związanych z partią Baas i ogólnie ludzi aktywnych politycznie jeszcze przed rewolucją. 4 listopada Arif stanął przed sądem oskarżony o zdradę stanu, został uznany za winnego i skazany na karę śmierci. W lutym 1959 Kasim zastosował wobec niego prawo łaski, zamieniając karę na dożywotnie pozbawienie wolności. Skazaniu Arifa towarzyszyły manifestacje poparcia dla rządu, w niektórych miejscowościach doszło do zamieszek. Abd as-Salam Arif został zwolniony z więzienia przed lutym 1963.

### Luty-listopad 1963
Arif, razem z innymi oficerami niezadowolonymi z rządów Kasima, wziął udział w zamachu stanu w lutym 1963, zorganizowanym przez partię Baas. Odegrał w nim kierowniczą rolę. Ponieważ politycy Baas byli młodzi i niedoświadczeni, głową państwa uczyniono Arifa, który otrzymał także stopień marszałka. Stanął także na czele Narodowej Rady Dowództwa Rewolucji, był w niej jednym z dwóch (na ogólną liczbę 20) członków nienależących do partii Baas. Skład Rady był tajny. Niedoświadczenie polityczne działaczy Baas pozwoliło mu, wspólnie ze starszym bratem Abd ar-Rahmanem Arifem, stać się jedną z kluczowych postaci w elicie rządowej. Skupili się wokół niego zwłaszcza wojskowi z Dulajmu. Zaliczał się do umiarkowanego skrzydła elity władzy. W październiku 1963 razem z innymi umiarkowanie nastawionymi oficerami postanowił pozbyć się z rządu przedstawicieli radykalnego skrzydła partii (którzy w tym samym czasie dążyli do pozbawienia go władzy). W sytuacji ogólnego chaosu panującego w kraju i wewnętrznego konfliktu w partii Baas przeprowadził razem ze swoimi zwolennikami w wojsku nowy zamach stanu, odsuwając partię Baas od władzy 18 listopada 1963.

### Prezydent Iraku
Po przewrocie Arif uzyskał nadzwyczajne prerogatywy, które oficjalnie miały służyć przywróceniu w kraju porządku, został także naczelnym dowódcą sił zbrojnych. Utworzył nowy rząd, złożony ze zwolenników naseryzmu (choć niektóre elementy gospodarczej, socjalistycznej polityki Nasera przyjmowano z większą niż dotąd rezerwą) i ogólniej nacjonalizmu arabskiego, odsunął polityków partii Baas, usunął jej zwolenników także ze stanowisk w wojsku. Utworzył specjalną, podległą prezydentowi jednostkę – Gwardię Republikańską. Nadal opowiadał się za unią z Egiptem (i za współpracą krajów arabskich w ogólności), jednak wydawane na ten temat deklaracje Arif traktował przede wszystkim jako środek umacniania własnej pozycji i uzyskiwania poparcia dla prowadzonej polityki wewnętrznej. Zdanowski charakteryzuje sposób sprawowania przezeń władzy następująco:

Stworzył system władzy jednego człowieka, w którym o rządzeniu decydowały powiązania osobiste i zaufanie prezydenta. Aparat administracyjny pałacu prezydenckiego był głównym i jedynym ośrodkiem władzy

W maju 1964 w Iraku uchwalono tymczasową konstytucję, uznającą własność prywatną za nienaruszalną, jednak pod wpływem trwającego kryzysu gospodarczego i odpływu kapitału z kraju w szóstą rocznicę rewolucji Arif ogłosił nacjonalizację banków, towarzystw ubezpieczeniowych i 32 firm przemysłowych. Posunięcie to nie dało jednak spodziewanych efektów. Niepowodzeniem zakończyły się również rozmowy władz z Iraqi Petroleum Company, wskutek którego stanowisko stracił premier Tahir Jahja. We wrześniu 1964 zastąpił go na urzędzie Arif Abd ar-Razzak, naserysta, usunięty z niego już kilka dni później po tym, gdy wykryto jego spisek przeciwko prezydentowi. Kolejnym premierem został całkowicie zależny od prezydenta Abd ar-Rahman al-Bazzaz, który wprowadził częściowe reformy gospodarcze w duchu liberalnym i zapowiadał demokratyzację życia politycznego.
W lutym tego samego roku Arif zawarł zawieszenie broni z kurdyjskimi partyzantami. Wojna domowa między Kurdami a Arabami w Iraku wybuchła na nowo wiosną 1965, rozmów pokojowych nie wznowiono.
Kontynuację reform udaremniła śmierć Abd as-Salama Arifa w wypadku śmigłowca 13 kwietnia 1966. Jego współpracownicy zdecydowali o powołaniu na wakujący urząd prezydencki jego brata Abd ar-Rahmana.